# 埃绍
埃绍是德国巴伐利亚州的一个市镇。总面积38.12平方公里，总人口3850人，其中男性1976人，女性1874人（2011年12月31日），人口密度101人/平方公里。